# A Friend in London
A Friend in London, czasem występujący pod skrótowcem AFIL – duński zespół rockowy założony w 2005 roku; reprezentant Danii w 56. Konkursie Piosenki Eurowizji w 2011 roku.

## Historia zespołu

### Początki
Zespół A Friend in London został założony w 2005 roku przed studentów, którzy poznali się w internacie w Vostrup w Danii. Liderem grupy został Tim Schou, który wygrał Konkurs Duńskich Młodych Talentów 2005, co umożliwiło mu nagranie pierwszego singla grupy – „Thoughts of a Boheme”. Niedługo potem zespół nagrał kolejny utwór „Shoot Me”, który był często grany przed rozgłośnię radiową P3. Duńska stacja telewizyjna TV2 wykorzystała inną piosenkę grupy, „Dead Beat”, jako podkład muzyczny do jednego ze swoich konkursów reklamowych. W tym czasie muzycy wyruszyli w trasę koncertową po Danii, w ramach której zagrali ponad sto koncertów.

### 2008-10:Bodog Million Dollar Battle of the Bands
W 2008 roku A Friend in London wygrał europejskie eliminacje do międzynarodowego konkursu dla zespołów Bodog Million Dollar Battle of the Bands, do których zgłosiło się łącznie ponad 40 tys. formacji z całego świata. Grupa wycofała się jednak z rywalizacji z powodu utrudnień związanych z niekorzystnymi umowami, do podpisania których namawiali uczestników organizatorzy. Niedługo po konkursie zespół wyruszył w trasę koncertową po Stanach Zjednoczonych i Kanadzie, gdzie zagrali ponownie jeszcze podczas dwóch innych tras promocyjnych, z czego ostatnią w 2011 roku.

### 2011: Konkurs Piosenki Eurowizji
W lutym 2011 roku A Friend in London został ogłoszony jednym z dziesięciu finalistów duńskich eliminacji eurowizyjnych Dansk Melodi Grand Prix, do których zespół zgłosił się z utworem „New Tomorrow”. Pod koniec lutego muzycy wystąpili w finale selekcji i zdobyli największe poparcie jurorów i telewidzów, dzięki czemu zostali wybrani na reprezentantów Danii podczas 56. Konkursu Piosenki Eurowizji organizowanego w Düsseldorfie. 12 maja zespół zaprezentował się w drugim półfinale widowiska i z drugiego miejsca awansował do finału, w którym zajął ostatecznie piąte miejsce ze 134 punktami na koncie, w tym z m.in. maksymalnymi notami 12 punktów od Holandii, Irlandii i Islandii. W listopadzie ukazała się pierwsza minipłyta zespołu zatytułowana A Friend in London EP, na której znalazły się trzy piosenki.

### 2012-14:Unitei zakończenie działalności
W 2012 formacja przygotowywała materiał na swój debiutancki album studyjny. Przed wydaniem płyty grali jako support przed koncertami zespołów New Kids on the Block i Backstreet Boys w ramach ich europejskiej części tras koncertowych. Dzięki współpracy Howie D. z boysbandu Backstreet Boys pojawił się gościnnie w nowej wersji piosenki „New Tomorrow”, która znalazła się na drugiej EP-ce zespołu zatytułowanej A Friend in London 2012 EP. Utwór został umieszczony także jako numer bonusowy w cyfrowej sprzedaży debiutanckiego albumu studyjnego grupy zatytułowanego Unite, który ukazał się w styczniu 2013 roku. Album promowały single „New Tomorrow”, „Calling a Friend” i „Get Rich in Vegas”. Na płycie znalazł się także m.in. utwór „Rest from the Streets”, który grupa nagrała we współpracy z kanadyjską piosenkarką Carly Rae Jepsen.
Pod koniec stycznia 2014 roku Tim Schou ogłosił na oficjalnym profilu grupy na Facebooku, że zespół zakończył działalność.

## Dyskografia

### Albumy studyjne
- Unite (2013)